# ГАЕС Bendeela (Shoalhaven)
ГАЕС Bendeela (Shoalhaven) — гідроелектростанція на сході Австралії. Становить нижній ступінь гідрокомплексу, який виконує функції гідроакумуляції та закачування води для водопостачання найбільшого міста країни Сіднея.
Джерелом ресурсу для роботи станції є водосховище Lake Yarrunga з площею поверхні 8,3 км2 та об'ємом 85,5 млн м3, створене у сточищі річки Shoalhaven, яка дренує східний схил Великого вододільного хребта і впадає у Тасманове море за сотню кілометрів на південь від Сіднея. Резервуар утримується за допомогою бетонної гравітаційної греблі Tallowa висотою 43 метри та довжиною 518 метрів, яка потребувала 325 тис. м3 матеріалу та перекрила Shoalhaven одразу після впадіння її значної лівої притоки Kangaroo. Завдяки створеному підпору Lake Yarrunga витягнулось затоками по долинах двох названих річок, заходячи вгору по долині Kangaroo більш ніж на два десятки кілометрів від греблі. На закінченні цієї затоки розмістили машинний зал станції Bendeela, для якої Lake Yarrunga є нижнім резервуаром.
Верхній резервуар — Bendeela Pondage — створили як повністю штучну споруду на висотах правобережжя Kangaroo. Для цього звели комбіновану земляну/кам'яно-накидну дамбу висотою 15 метрів та довжиною 2118 метрів, яка потребувала 612 тис. м3 матеріалу та утримує водойму з площею поверхні 0,2 км2 і об'ємом 1,2 млн м3 (корисний об'єм 0,88 млн м3).
У машинному залі встановили два гідроагрегати з оборотними турбінами типу Френсіс потужністю по 40 МВт у генераторному та по 46 МВт у насосному режимах. Вони закачують воду до верхнього резервуару по водоводу довжиною 0,74 км з діаметром від 3,7 до 4 метрів, або отримують по ньому ж ресурс за потреби виробітку електроенергії для покриття пікових навантажень у енергосистемі. Гідроагрегати, що працюють при напорі у 116 метрів, здатні виробляти електроенергію протягом 6,5 години, а для зворотнього заповнення верхнього резервуару їм потрібно 8 годин.
Важливою особливістю ГАЕС Bendeela є те, що зі сховища Bendeela Pondage ресурс піднімається ще вище за допомогою ГАЕС Kangaroo Valley, дозволяючи таким чином здійснити деривацію до сточища річки Nepean, правого витоку Hawkesbury, яка впадає в Тасманове море за чотири десятки кілометрів на північ від Сіднея.
Зв'язок з енергосистемою відбувається по ЛЕП, розрахованій на роботу під напругою 330 кВ.